# Sascut (gmina)
Sascut – gmina w Rumunii, w okręgu Bacău. Obejmuje miejscowości Berești, Conțești, Păncești, Sascut, Sascut-Sat, Schineni i Valea Nacului. W 2011 roku liczyła 8564 mieszkańców.